# Palera (Beuda)
Palera és un dels quatre pobles que conformen el municipi de Beuda, a l'Alta Garrotxa. El poble està situat a la part de migdia del terme municipal, al vessant meridional de la muntanya del Mont. L'antic terme d'aquest poble limita els de Besalú, Lligordà, Sant Ferriol, Sales i l'antic de Beuda.
Aquest poble va ser incorporat al municipi de Beuda el 1846, juntament amb Segueró i Lligordà, fruit de la política de reducció de municipis amb poca població.
En aquest terme cal destacar-hi l'església parroquial de Santa Maria de Palera i el monestir del Sant Sepulcre de Palera.
La denominació del lloc es convertí en "Paleria" al segle XII, així consta igualment anotada, l'any 1362, en el "Llibre Verd" del Capítol de Girona.